# Cando (Észak-Dakota)
Cando település az Amerikai Egyesült Államok Észak-Dakota államában, Towner megyében, melynek megyeszékhelye is. Lakosainak száma 1117 fő (2020. április 1.).

## Népesség
A település népességének változása:

| 2010 | 1 115 |
| 2020 | 1 117 |